# Swell
Swell es una banda norteamericana de rock independiente formada en San Francisco en 1989, compuesta inicialmente por David Freel (voz/guitarra) y Sean Kirkpatrick (batería).

## Historia

### Inicios (1989-1993)
Swell graba y publica su álbum de debut homónimo en el propio sello discográfico de Freel (pSychosPecificMusic) en abril de 1990. 
Las influencias del grupo abarcan desde el sonido de las bandas post-punk de los ochenta, pasando por Pink Floyd, el folk, el noise pop, hasta las bandas sonoras para películas de Ennio Morricone.
Freel, Kirkpatrick y Mark Signorelli (bajo) pasarán el verano de 1990 recorriendo Europa, recalando principalmente en España.
A su regreso a Estados Unidos, actuarán como teloneros de la banda Mazzy Star en el popular club de San Francisco, I-Bean. Durante este periodo Signorelli abandona el grupo ocupando su lugar Monte Vallier, a su vez incorporan a John Dettman-Lytle como segundo guitarrista.
Con esta formación girarán por California a finales de 1990, hasta que en 1991 regresan a Europa para actuar en Francia, Alemania y Benelux.
Ese mismo año graban su segundo álbum, ...Well?  que será publicado en febrero de 1992 también en el sello de Freel.
Aunque poco después John Dettman abadona la banda, Freel, Kirkpatrick y Vallier reciben una oferta del sello Def American para volver a publicar un año después de su primer lanzamiento ...Well? con una mayor difusión.
Tras la incorporación del guitarrista Tom Hays, Swell realizará una importante gira por Europa y Estados Unidos, grabando su tercer álbum de estudio, 41 en 1992 y que será publicado por el sello American en noviembre de 1993.

### Too Many Days Without Thinking(1997-2004)
Posteriormente Swell publicará los álbumes Too Many Days Without Thinking (1997) y For All the Beatiful People (1998). Este último trabajo incluye a Niko Wenner como guitarra y segunda voz y a Rob Ellis (PJ Harvey) a la batería.
Everybody Wants to Know aparece en la primavera de 2001 y se puede decir que básicamente es un álbum de Freel en solitario.
Whenever You´re Ready -grabado con Sean Kirkpatrick- y el recopilatorio Bastard and Rarities se publican a la vez en 2003. 
A comienzos de 2004, Swell realizó una gira por Estados Unidos, regresando de nuevo a Europa para actuar en Bélgica, Holanda, Dinamarca, Francia y España (Festival Primavera Sound).

### South of the Rain and the Snow(2007-2009)
Después de tres años de silencio, David Freel comienza a grabar nuevos temas en la primavera de 2007, asistido por el batería Nick Lucero (QOTSA). El nuevo álbum titulado South of the Rain and the Snow fue publicado en 2007, junto al disco de rarezas The Lost Album.
Swell realizó una gira por Europa en Octubre/Noviembre de 2008. El grupo actuó en Francia, Austria, Inglaterra, Suiza, Holanda, Alemania, España, Portugal y Bélgica.
En marzo de 2009, David Freel publica el álbum Be My Weapon, sin usar por primera vez el nombre de 'Swell'.

### European Tribute Tour 2023
El 12 de abril de 2022 David Freel fallece. Los miembros originales se unieron para rendir homenaje a David (Kirkpatrick, Vallier, Wenner y Dettman-Lytle) en abril de 2023, tocando las canciones favoritas de los 4 primeros álbumes.

### West Coast Reunion Tour 2023
Kirkpatrick, Vallier, Wenner y Dettman-Lytle se embarcarán en la gira Reunion Tour en diciembre de 2023, con espectáculos en Los Ángeles, San Francisco, Portland y Seattle.

## Discografía

### Swell
- 1990 - Swell (pSychosPecificMusic)
- 1991 - ...Well? (Def American)
- 1994 - 41 (Beggars Banquet)
- 1997 - Too Many Days Without Thinking (Beggars Banquet)
- 1998 - For All the Beautiful People (Beggars Banquet)
- 2001 - Everybody Wants to Know (Beggars Banquet)
- 2003 - Bastards and Rarities 1989-1994 (compilation) (Badman Recording)
- 2003 - Whenever You're Ready (Beggars Banquet/Badman Recording)
- 2007 - South of the Rain and Snow (pSychosPecificMusic/Talitres)
- 2007 - The Lost Album (compilation) (pSychosPecificMusic/Talitres)

### David Freel
- 2009 - Be My Weapon (pSychosPecificMusic)
- 2014 - Greasy (pSychosPecificMusic)